# La bahía de Weymouth
La bahía de Weymouth es un cuadro del pintor romántico británico John Constable. Está datado hacia 1816. Se trata de un óleo sobre tela que mide 53 centímetros de alto por 75 centímetros de ancho. Actualmente se conserva en la National Gallery de Londres (Reino Unido).
Varias son las obras de John Constable dedicadas a la bahía de Weymouth. Esta en concreto se titula Weymouth Bay: Bowleaze Cove and Jordon Hill.
En octubre de 1816, Constable pasó su luna de miel en el pueblo de Osmington cerca de la ciudad costera de Weymouth en Dorset, invitado por su amigo John Fisher, que más tarde sería obispo de Salisbury. La idea para esta pintura data de este periodo. La pintura muestra una vista de la bahía de Weymouth en la costa meridional de Inglaterra, mirando hacia el Oeste. La pintura incluye Jordon Hill y el pequeño río Jordan que discurre sobre la playa, con el Furzy Cliff detrás. Un hombre con un rebaño de ovejas recorre el plano medio de la obra.
De este paisaje pintó un boceto sobre el terreno y, después, dos versiones de mayor tamaño. De La bahía de Weymouth hay, pues, tres versiones: la de la National Gallery, la del Louvre y la del Museo Victoria y Alberto, que se considera la más antigua de las tres. La versión titulada Osmington Shore se exhibió por Constable en la British Institution en 1819.
Se trata de un paisaje más desolado y salvaje que pintase nunca Constable. Anteriormente, se había centrado en pintar el campo, pero estas obras de Weymouth Bay, en las que pinta a orillas del mar, suponen una novedad. Destaca sobre todo por las extrañas condiciones atmosféricas con el amplio cielo cargado de nubes y la luz difusa que baña el panorama.
El propio Constable se calificaba a sí mismo como pintor de la historia natural de los cielos, enfatizando así su manera de abordar el tema mediante el arte, el sentimiento y la sinceridad.